# 2004年夏季奥林匹克运动会赛艇比赛
2004年夏季奥林匹克运动会的赛艇比赛从8月14日－8月22日在 斯基尼亚斯奥林匹克赛艇和皮划艇中心举行。共有550名运动员（358名男运动员和192名女运动员）参加14个项目的比赛。
奖牌平分给22个国家，罗马尼亚位居奖牌榜榜首，她们的女子组获得3枚金牌，传统强队德国、英国和澳大利亚共获得4枚奖牌。

## 奖牌得主

### 男子
| 項目                 | 金牌 | 银牌 | 铜牌 |
| 单人双桨             | 奥拉夫·蒂夫特 · 挪威（NOR） | 于里·扬松 · 爱沙尼亚（EST） | 伊沃·亚纳奇耶夫 · 保加利亚（BUL） |
| 双人单桨无舵手       | （AUS） · 德鲁·吉恩 · 詹姆斯·汤姆金斯 | 克罗地亚（CRO） · 西尼沙·斯凯林 · 尼克沙·斯凯林 | 南非（RSA） · 多诺万·切赫 · 拉蒙·迪克莱门特 |
| 双人双桨             | 法国（FRA） · 塞巴斯蒂安·维埃耶当 · 阿德里安·阿迪                                                                                               | 斯洛文尼亚（SLO） · 伊兹托克·乔普 · 卢卡·什皮克 | 意大利（ITA） · 罗萨诺·加尔塔罗萨 · 阿莱西奥·萨尔托里 |
| 轻量级双人双桨       | 波兰（POL） · 托马什·库哈尔斯基 · 罗伯特·瑟奇                                                                                                   | 法国（FRA） · 弗雷德里克·迪富尔 · 帕斯卡尔·图龙 | 希腊（GRE） · Vasileios Polymeros · Nikolaos Skiathitis |
| 四人单桨无舵手       | 英国（GBR） · 史蒂夫·威廉斯 · 詹姆斯·克拉克内尔 · 埃德·库德 · 马修·平森特                                                                       | 加拿大（CAN） · 卡梅伦·贝格 · 托马斯·赫希米勒 · 杰克·韦策尔 · 巴尼·威廉斯 | 意大利（ITA） · 洛伦佐·波尔齐奥 · 达里奥·登塔莱 · 卢卡·阿加门诺尼 · 拉法埃洛·莱奥纳尔多                                                                         |
| 轻量级四人单桨无舵手 | 丹麦（DEN） · 托尔·克里斯滕森 · 托马斯·埃伯特 · 斯特凡·默尔维 · 埃斯基尔·埃贝森                                                                 | （AUS） · 葛伦·洛夫图斯 · 安东尼·爱德华兹 · 本·丘尔顿 · 西蒙·伯吉斯 | 意大利（ITA） · 洛伦佐·贝尔蒂尼 · 卡泰洛·阿马兰特 · 萨尔瓦托雷·阿米特拉诺 · 布鲁诺·马什卡雷尼亚什                                                               |
| 四人双桨             | 俄罗斯（RUS） · Nikolay Spinyov · Igor Kravtsov · Aleksey Svirin · Sergey Fedorovtsev                                                           | 捷克（CZE） · 达维德·科普日瓦 · 托马什·卡拉斯 · 雅各布·哈纳克 · 达维德·伊尔卡 | 乌克兰（UKR） · Serhiy Hryn · Serhiy Biloushchenko · Oleh Lykov · Leonid Shaposhnikov                                                                           |
| 八人单桨有舵手       | 美国（USA） · 贾森·里德 · 怀亚特·艾伦 · 克里斯·阿伦斯 · 约瑟夫·汉森 · 马特·迪金 · 丹·比里 · 博·胡普曼 · 布赖恩·沃尔彭海因 · 彼得·西波隆（舵手） | 荷兰（NED） · Matthijs Vellenga · Gijs Vermeulen · Jan-Willem Gabriëls · Daniël Mensch · Geert-Jan Derksen · Gerritjan Eggenkamp · 迪德里克·西蒙 · 米希尔·巴尔特曼 · 张俊威（音）（舵手） | （AUS） · 斯特凡·谢罗夫斯基 · 斯图尔特·雷赛德 · 斯图尔特·韦尔奇 · 詹姆斯·斯图尔特 · 杰夫·斯图尔特 · 博·汉森 · 迈克·麦凯 · 斯蒂芬·斯图尔特 · 迈克尔·图恩（舵手） |

### 女子
| 項目           | 金牌 | 银牌 | 铜牌 |
| 单人双桨       | 卡特琳·鲁乔-施通波罗夫斯基 · 德国（GER） | 叶卡捷琳娜·卡斯滕 · 白俄罗斯（BLR） | 鲁米亚娜·内伊科娃 · 保加利亚（BUL） |
| 双人单桨无舵手 | 罗马尼亚（ROU） · 杰奥尔杰塔·达米安 · 维奥丽卡·苏萨努 | 英国（GBR） · 凯瑟琳·格兰杰 · 凯瑟琳·毕晓普 | 白俄罗斯（BLR） · Yuliya Bichyk · Natallia Helakh |
| 双人双桨       | 新西兰（NZL） · 乔治娜·埃弗斯-斯温德尔 · 卡罗琳·埃弗斯-斯温德尔 | 德国（GER） · 佩吉·瓦莱斯卡 · 布丽塔·奥佩尔特 | 英国（GBR） · 萨拉·温克利斯 · 埃莉斯·拉韦里克 |
| 轻量级双人双桨 | 罗马尼亚（ROU） · 康斯坦察·布尔奇克 · 安杰拉·阿卢佩伊 | 德国（GER） · 丹妮拉·赖默尔 · 克劳迪娅·布拉斯贝格 | 荷兰（NED） · 基尔斯滕·范德科尔克 · 玛丽特·范厄彭 |
| 四人双桨       | 德国（GER） · 卡特琳·博龙 · 迈克·埃弗斯 · 曼努埃拉·卢策 · Kerstin El Qalqili | 英国（GBR） · 艾莉森·莫布雷 · 黛比·弗勒德 · 弗朗西丝·霍顿 · 丽贝卡·罗梅罗                                                                                           | （AUS） · Dana Faletic · 丽贝卡·萨廷 · 安伯·布拉德利 · 克丽·霍尔 |
| 八人单桨有舵手 | 罗马尼亚（ROU） · 罗迪卡·弗洛雷亚 · 维奥丽卡·苏萨努 · 奥丽卡·伯勒斯库 · 伊万娜·帕普克 · 利利亚娜·加芬库 · 伊丽莎白·利珀 · 杰奥尔杰塔·达米安 · 多依娜·伊格纳特 · 埃列娜·杰奥尔杰斯库（舵手） | 美国（USA） · 凯特·约翰逊 · 萨曼莎·马吉 · 梅根·迪尔克马阿特 · 艾莉森·考克斯 · 卡琳·戴维斯 · 劳雷尔·科尔霍尔兹 · 安娜·米克尔森 · 丽昂妮·尼尔森 · 玛丽·惠普尔（舵手） | 荷兰（NED） · Froukje Wegman · Marlies Smulders · Nienke Hommes · Hurnet Dekkers · Annemarieke van Rumpt · Annemiek de Haan · Sarah Siegelaar · Helen Tanger · Ester Workel（舵手） |

## 奖牌榜
*   主办国家/地区（希腊）
| 排名                      | 国家 / 地区               | 金牌 | 銀牌 | 銅牌 | 总计 |
| ------------------------- | ------------------------- | ---- | ---- | ---- | ---- |
| 1                         | 罗马尼亚（ROU）           | 3    | 0    | 0    | 3    |
| 2                         | 德国（GER）               | 2    | 2    | 0    | 4    |
| 3                         | 英国（GBR）               | 1    | 2    | 1    | 4    |
| 4                         | （AUS）                   | 1    | 1    | 2    | 4    |
| 5                         | 法国（FRA）               | 1    | 1    | 0    | 2    |
| 5                         | 美国（USA）               | 1    | 1    | 0    | 2    |
| 7                         | 丹麦（DEN）               | 1    | 0    | 0    | 1    |
| 7                         | 挪威（NOR）               | 1    | 0    | 0    | 1    |
| 7                         | 新西兰（NZL）             | 1    | 0    | 0    | 1    |
| 7                         | 波兰（POL）               | 1    | 0    | 0    | 1    |
| 7                         | 俄罗斯（RUS）             | 1    | 0    | 0    | 1    |
| 12                        | 荷兰（NED）               | 0    | 1    | 2    | 3    |
| 13                        | 白俄罗斯（BLR）           | 0    | 1    | 1    | 2    |
| 14                        | 加拿大（CAN）             | 0    | 1    | 0    | 1    |
| 14                        | 克罗地亚（CRO）           | 0    | 1    | 0    | 1    |
| 14                        | 捷克（CZE）               | 0    | 1    | 0    | 1    |
| 14                        | 爱沙尼亚（EST）           | 0    | 1    | 0    | 1    |
| 14                        | 斯洛文尼亚（SLO）         | 0    | 1    | 0    | 1    |
| 19                        | 意大利（ITA）             | 0    | 0    | 3    | 3    |
| 20                        | 保加利亚（BUL）           | 0    | 0    | 2    | 2    |
| 21                        | 希腊（GRE）*              | 0    | 0    | 1    | 1    |
| 21                        | 南非（RSA）               | 0    | 0    | 1    | 1    |
| 21                        | 乌克兰（UKR）             | 0    | 0    | 1    | 1    |
| 总计（共23个国家 / 地区） | 总计（共23个国家 / 地区） | 14   | 14   | 14   | 42   |